# Vlădeni (Dâmbovița)
Vlădeni is een Roemeense gemeente in het district Dâmbovița.
Vlădeni telt 3204 inwoners.